# Habiba Sarabi
Habiba Sarabi (Mazar-i Sharif, 1956) è una politica afghana, una delle riformatrici della ricostruzione dell'Afghanistan post-talebana.
Nel 2005 è stata nominata governatrice della provincia di Bamiyan dal presidente Hamid Karzai, diventando la prima donna di sempre ad essere governatrice di una provincia afghana. In precedenza aveva ricoperto il ruolo di ministro della condizione femminile durante il governo Karzai dal 2002 al 2004.